# الطريق السيار الرباط - وجدة
الطريق السيار الرباط - وجدة (A2) هو طريق سيار ينتمي إلى شبكة الطرق السيارة بالمغرب، ويربط بين الرباط ووجدة.

## تاريخ
- أبريل 1998: افتتاح مقطع مكناس - فاس بطول 45 كلم.[1]
- أبريل 1998: افتتاح الطريق المداري مكناس بطول 20 كلم.
- نونبر 1998: افتتاح مقطع الخميسات - مكناس بطول 50 كلم.
- ماي 1999: افتتاح مقطع الرباط - الخميسات في بطول 52 كلم.
- يوليوز 2011: افتتاح مقطع فاس - تازة - وجدة بطول 320 كلم.